# Karl Temata

a Compétitions nationales et continentales officielles uniquement.

b Matchs officiels uniquement.
Karl Temata, né le 12 juillet 1978 à Whangārei, est un joueur de rugby à XIII néo-zélandais international cookien évoluant au poste de deuxième ligne, de troisième ligne ou de pilier.
Il dispute quatre saisons en National Rugby League avec les New Zealand Warriors entre 2002 et 2005 disputant 52 rencontres avant de rejoindre la Super League et le club londonien des London Broncos. En 2012, il joue deux saisons en France au club de Limoux occupant également le poste d'entraîneur durant une saison avant de clore sa carrière à Oxford.

## Biographie
Son grand-oncle, Albert Falwasser, a été un grand joueur de rugby à XV et de XIII dans les années 1920 et 1930 remportant notamment le Championnat de France de rugby à XIII en 1937.

## Palmarès
- Collectif : 
  - Finaliste de la National Rugby League : 2002[1] (New Zealand Warriors).
  - Finaliste de la Coupe de France : 2013 (Limoux).